# Campionati europei di ciclismo su strada 2017 - Gara in linea femminile Elite
La gara in linea femminile Elite dei Campionati europei di ciclismo su strada 2017, seconda edizione della prova, si disputò il 5 agosto 2017 con partenza e arrivo a Herning, in Danimarca. La vittoria fu appannaggio dell'olandese Marianne Vos, che terminò la gara in 2h51'13", precedendo l'italiana Giorgia Bronzini e la russa Ol'ga Zabelinskaja.
Sul traguardo di Herning 87 cicliste, su 97 partenti, portarono a termine la competizione.

## Squadre e corridori partecipanti
| N.    | Cod. | Squadra     |
| ----- | ---- | ----------- |
| 1-9   | NLD  | Paesi Bassi |
| 10-17 | ITA  | Italia      |
| 18-25 | POL  | Polonia     |
| 26-33 | BEL  | Belgio      |
| 34-41 | DNK  | Danimarca   |
| 42-46 | DEU  | Germania    |
| 47-52 | FRA  | Francia     |
| 53-57 | FIN  | Finlandia   |
| 58-61 | SWE  | Svezia      |
| 62-65 | NOR  | Norvegia    |
| 66-68 | ESP  | Spagna      |
| 69-71 | RUS  | Russia      |
| 72-73 | LUX  | Lussemburgo |
| 74-76 | CHE  | Svizzera    |

| N.    | Cod. | Squadra     |
| ----- | ---- | ----------- |
| 77-80 | UKR  | Ucraina     |
| 81-82 | LTU  | Lituania    |
| 83-84 | AUT  | Austria     |
| 85    | CRO  | Croazia     |
| 86    | SVN  | Slovenia    |
| 87    | SVK  | Slovacchia  |
| 88    | IRL  | Irlanda     |
| 89    | HUN  | Ungheria    |
| 90-93 | ISR  | Israele     |
| 94    | AZE  | Azerbaigian |
| 95    | ROU  | Romania     |
| 96    | PRT  | Portogallo  |
| 97    | ISL  | Islanda     |

## Ordine d'arrivo (Top 10)
| Pos. | Corridore                 | Squadra   | Tempo    |
| ---- | ------------------------- | --------- | -------- |
| 1    | Marianne Vos              | Olanda    | 2h51'13" |
| 2    | Giorgia Bronzini          | Italia    | s.t.     |
| 3    | Ol'ga Zabelinskaja        | Russia    | a 2"     |
| 4    | Roxane Fournier           | Francia   | a 15"    |
| 5    | Amalie Dideriksen         | Danimarca | s.t.     |
| 6    | Jolien D'Hoore            | Belgio    | s.t.     |
| 7    | Kirsten Wild              | Olanda    | s.t.     |
| 8    | Lotta Lepistö             | Finlandia | s.t.     |
| 9    | Maria Giulia Confalonieri | Italia    | s.t.     |
| 10   | Emilia Fahlin             | Svezia    | s.t.     |